# クーン・ムーライン
クーンラート (クーン)・ムーライン（Coenraadt "Coen" Moulijn, 1937年2月15日 - 2011年1月4日）は、オランダ・ロッテルダム出身のサッカー選手。50年代半ばから70年代初頭にかけてフェイエノールトとオランダ代表でプレーした左ウィンガー。フェイエノールトのクラブ・アイコン、ミスター・フェイエノールトであり、史上最高のフェイエノールダーと呼ばれている。

## 経歴

### クラブ
17歳の時に、ロッテルダムのクセルクセスDZBでデビュー。大きな才能を示し、1955年夏に同じ街のスパルタ・ロッテルダムとの争奪戦を制したフェイエノールトへ移籍した。当時としては高額な移籍金28.000グルデンであった。

### フェイエノールト
1955年9月18日、ホームでのMVV戦でムーラインはフェイエノールトでの公式戦デビュー。左サイドからスペクタクルで比類無きアクションを見せた。キャリアの初期において、ムーラインは試合のほとんどを自らの決断で決めることができる選手であり、60年代初頭にバルセロナがムーラインを買い取ろうと連絡。しかし彼はそのオファーに応えずにロッテルダムに残った。愛するフェイエノールトとロッテルダムを去りたくないという気持ちからだったが、後に彼はバルセロナへ行っていたらもっと有名になっていただろうと後悔する発言もしていた。
オフェ・キントファルと共にクラブで観客の人気者となっていたムーラインは、1970年にUEFAチャンピオンズカップ決勝でスコットランドのセルティックを破り、オランダのクラブで初めて同大会を制した。数ヶ月後にはエストゥディアンテスを破ってクラブ世界一に。この後はムーランはチームメイトに頼るようになったが、依然としてチームにとって重要な選手であり続け、フェイエノールトでの17シーズンでリーグ戦487出場はクラブ歴代トップ。ムーラインはフェイエノールトでオランダ・リーグ優勝5回、彼と共にロッテルダムのクラブは欧州の強豪に成長した。

### 代表
オランダ代表においては、1957年から1969年にかけての14年間で38試合に出場4得点を記録した。1試合に10回は決定的なアクション見せたが、そのプレースタイルはしばしば不安定さと混乱をもたらし、代表監督からは度々オランダ代表にとっての価値を疑われた。

## 象徴
クーン・ムーラインはフェイエノールトとロッテルダムにとっての重要な象徴とされている。フェイエノールトのチーム内での彼の存在がクラブの成功にとって大きな役割を果たしたのはもちろん、「"handen uit de mouwen"（懸命に働く）」メンタリティが戦後の復興をしようとする街にとって、彼がおそらく最大の代表的存在になったからであろう。

## 敬意
2009年10月にムーラインの伝記が出版。トム・ワーコプ・ライヤースによってデ・カイプの前庭に等身大の銅像も建てられた（度重なるアヤックス・サポーターの敬意を欠いた行動により、2013年にデ・カイプのゲート内のオリンピア・ザイデに移動）。1970年4月30日からはリデル・イン・デ・オルデ・ファン・オランイェ・ナッサウ (ridder in de Orde van Oranje-Nassau) の称号を授かる。晩年にはデ・カイプのスカイボックスでフェイエノールトの試合を観戦していた。
ムーラインが亡くなった翌日2011年1月5日にヘット・カステールで行われたスパルタ・ロッテルダムとのジルフェーレン・バールでフェイエノールトは黙祷と勝利を捧げた。デ・カイプから出発してロッテルダム市内中心を通った葬列では、街中の道沿いでフェイエノールト・サポーターが発煙筒を焚き、フェイエノールト・リートを歌ってムーラインへの最後のお別れを行った。特に最も多くのフェイエノールダーが集まった市議会場前にはムーランの写真とCoen jij blijft de grootste（『クーンはいつまでも最大の存在であり続ける』）の文字が入った段幕が掲げられた。
ロッテルダム市長 Aboutalebはクーン・ムーラインはロッテルダムのモットーである「"Geen woorden maar daden"（言葉ではなく行動）」の象徴的存在と語り、その死を受けて通りか広場に彼の名を残すことを家族と話し合い、2011年にデ・カイプのマラソン通り ("Marathonweg") がクーン・ムーライン通りへと改名された。
ムーラインが亡くなって5年目を迎える2015年12月22日にFOXによって制作されたドキュメンタリー番組「Coen」が放送された。

## 評価
ドキュメンタリー番組「Coen」の中で、チームメイトだったフェイエノールト歴代トップスコアラー コル･ファン・デル・ハイプは「クーンが私のチームにいなかったら私は決してトップスコアラーにはなれなかった。ゴール数は多分半分くらいになっていただろう。彼のラストパスのセンスは信じがたいものがあり、ボールを持つと非常に危険な存在だった。贔屓目に思えるだろうが、リオネル・メッシのレベルを遥かに上回っていたと思う。クーン･ムーラインはあらゆることができたんだ。得点、個人技、忍耐力もだ。尋常でないものをいくつも見たよ」と語っている。

## タイトル

### クラブ
フェイエノールト
- インターコンチネンタルカップ : 1970
- UEFAチャンピオンズカップ : 1969-70
- エールディヴィジ : 1961, 1962, 1965, 1969, 1971
- KNVBカップ : 1965, 1969

### 個人
- リデル・イン・デ・オルデ・ファン・オランイェ・ナッサウ : 1970

## トリビア
- フェイエノールトのマスコットであるクーンチェは、彼の名前から取られている。
- ロッテルダム中央広場のユース劇場が制作したフェイエノールト・フォーエヴァー (Feyenoord Forever) は、ムーラインの少年時代からトップに至るまでの道のりを描いている。